# Real Sociedad de Fútbol
La Real Sociedad de Fútbol, meglio nota come Real Sociedad, è una società calcistica spagnola con sede a Donostia-San Sebastián, nei Paesi Baschi. Milita nella Primera División, la massima divisione del campionato spagnolo di calcio. 
Figura all'ottavo posto della classifica perpetua della Primera División spagnola ed è una delle nove squadre spagnole che non hanno mai militato in categorie inferiori alla seconda divisione. Il club conobbe il proprio periodo d'oro nei primi anni ottanta del XX secolo, in cui vinse due campionati consecutivi, una Coppa di Spagna e una Supercoppa di Spagna e raggiunse in una circostanza le semifinali di Coppa dei Campioni. Nel primo decennio del XXI secolo la squadra attraversò una crisi che la condusse, nel 2006-2007, alla retrocessione in Segunda División, dopo quaranta stagioni consecutive in massima serie. Nel 2010 la Real Sociedad fece ritorno in massima serie.

## Storia

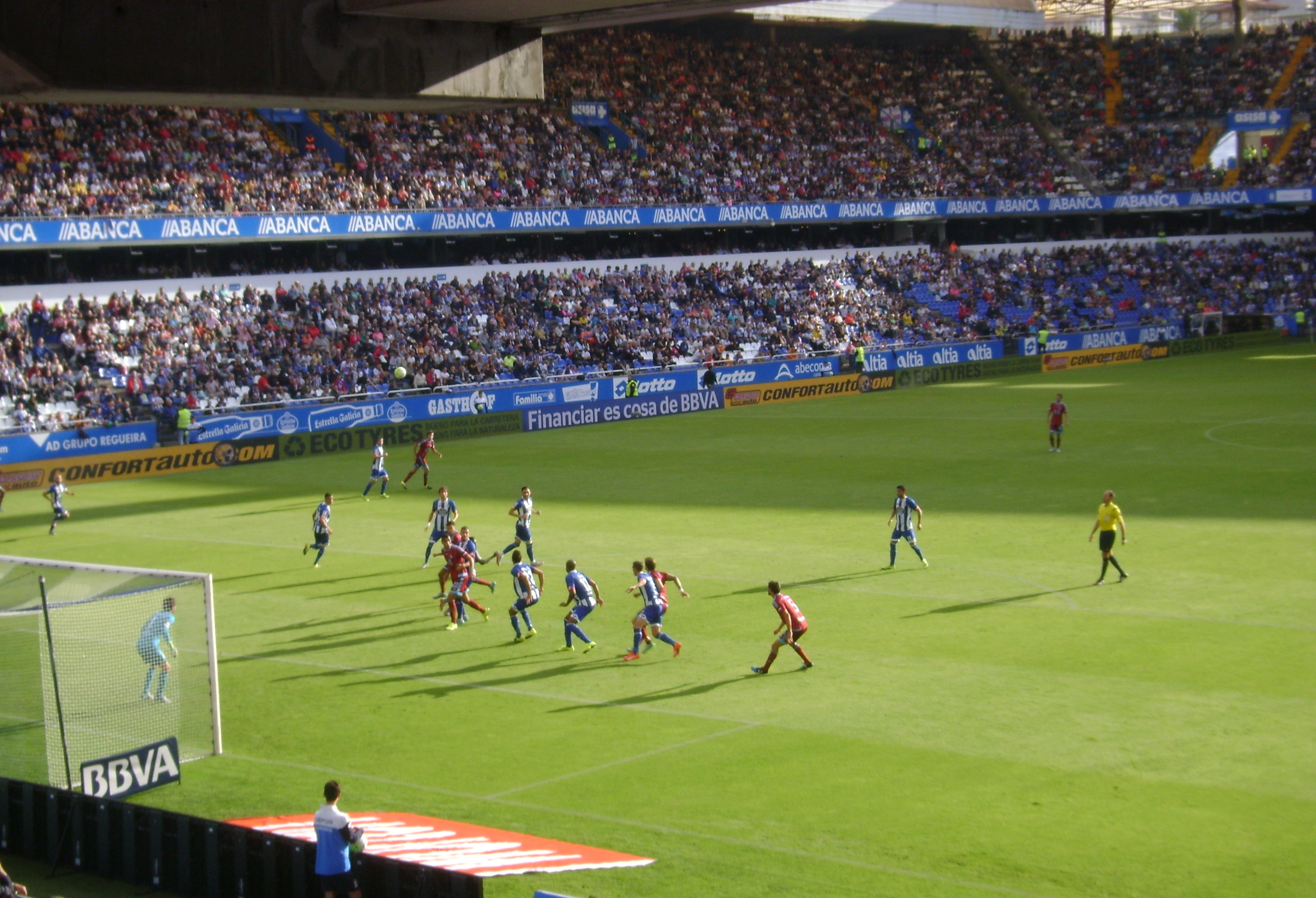
Deportivo de La Coruña vs. Real Sociedad.

Il club nacque nel 1909 in seguito ad una scissione del San Sebastián Sport Club, prima società sportiva storica della città. La sezione calcistica acquisì il nome di Sociedad de Foot-ball de San Sebastián (a cui fu aggiunto l'anno successivo il titolo di Real grazie all'interessamento del re Alfonso XIII) nonché i colori originali della società da cui si era scissa, il bianco e il blu.
Durante i primi anni di attività la squadra, pur ottenendo buoni risultati, non poté partecipare ai campionati locali perché non era stata iscritta al registro civile come società calcistica. Nel 1909 la squadra fu iscritta al campionato con il nome di Club Ciclista de San Sebastián. Con questa denominazione il club vinse la Coppa del Re, battendo il Club Español de Madrid per 3 gol a 1. Durante questi primi anni (durante i quali fu inaugurato, nel 1913, il campo di Atotxa) vi fu grande rivalità con l'Athletic Club ed il Racing Irún.
Al termine della stagione 1927-1928 la Real Sociedad raggiunse la finale della Coppa di Santander contro il Barcellona, che fu decisa soltanto dopo tre ripetizioni. Durante la partita ci fu anche una disputa tra i poeti Rafael Alberti (che scrisse una poesia dedicata al portiere del Barcellona, intitolata Oda a Plattko) e Gabriel Celaya (che rispose alla poesia di Alberti scrivendone una intitolata Contraoda del poeta de la Real Sociedad, in cui scrisse che fu l'arbitro a favorire il Barcellona piuttosto che le parate di Plattko). Nella stagione successiva la squadra, assieme ad altri nove club, fu ammessa alla prima edizione della Primera División concludendola al quarto posto, con Paco Bienzobas miglior cannoniere del torneo.
Nelle stagioni successive la squadra fu autrice di prestazioni altalenanti (nel 1935 e nel 1942 retrocesse in Segunda División) a causa di continue rivoluzioni all'interno della rosa: l'unico risultato degno di nota fu il terzo posto nella stagione 1930-31. I giocatori più noti di questo periodo furono Ignacio Eizaguirre, Epifanio Fernández e Silvestre Igoa, tutti in seguito ceduti al Valencia. Gli anni cinquanta furono caratterizzati dal secondo posto in Coppa del Re, quando perse la finale contro il Barcellona, e dalla fondazione della squadra satellite Real Sociedad B, detta anche Sanse.
Ritornata in prima divisione nel 1967 dopo aver trascorso cinque anni in seconda divisione, la società fu acquisita da José Luis Orbegozo, che iniziò a ricostruire la squadra: il primo risultato di questa nuova gestione fu la qualificazione in Coppa UEFA nel 1974. Dopo alcune stagioni di medio-alta classifica, nel 1979-80 la squadra (guidata da Alberto Ormaetxea) lotta per la vittoria del campionato, arrendendosi soltanto alla penultima giornata a causa di una sconfitta contro il Siviglia. Questa partita, oltre a sancire il sorpasso in classifica del Real Madrid, ha interrotto un record di imbattibilità che durava 38 giornate. La squadra ebbe modo di riscattarsi nella stagione successiva, vincendo il campionato grazie al vantaggio negli scontri diretti contro il Real Madrid: i baschi raggiunsero le merengues all'ultima giornata grazie ad un gol segnato allo scadere da Zamora. La Real Sociedad si ripeté anche nella stagione successiva, vincendo sia campionato che Supercoppa di Spagna. Il campionato 1982-83 vide la squadra classificarsi in settima posizione, ma l'annata fu caratterizzata dalla cavalcata in Coppa dei Campioni dove raggiunse le semifinali e fu eliminata dall'Amburgo, futuro vincitore della manifestazione.
Dopo alcune stagioni concluse a ridosso delle prime posizioni, la Real Sociedad conobbe un secondo periodo d'oro alla fine degli anni ottanta, in cui vinse la Coppa del Re nella stagione 1986-87 (grazie ad una prestazione maiuscola in finale del portiere Arconada) e sfiorò il double nella stagione 1987-88, concludendo al secondo posto sia in campionato, sia in coppa nazionale. I principali artefici di questi successi furono Bakero, Begiristain, López Rekarte (che a partire dal 1988 si trasferiranno al Barcellona, dove si affermeranno a livello internazionale) e l'irlandese John Aldridge, capocannoniere del Liverpool.
Dopo un decennio opaco, la Real Sociedad tornò a lottare per il titolo nella stagione 2002-2003. I baschi, guidati dal francese Raynald Denoueix, rimasero in vetta per la maggior parte del campionato, venendo superati dal Real Madrid soltanto alla penultima giornata. Durante questa stagione si misero in evidenza giocatori come Darko Kovačević, Xabi Alonso, Javier de Pedro, Nihat Kahveci e Valery Karpin. La grande stagione non servì però a risollevare lo stato economico della società, disastrato da una cattiva gestione del presidente José Luis Astiazarán, fautore di acquisti fallimentari come quelli del coreano Lee Chun-soo, pagato 4 milioni di euro.
L'ascesa di Miguel Fuentes alla proprietà della squadra, avvenuta nel 2005 dopo una controversa elezione (nonostante avesse ottenuto meno voti, riuscì a prevalere sull'avversario Miguel Santos grazie al maggior numero di azionisti a disposizione), non riuscì ad arrestare la crisi economica societaria, tanto che dopo un solo anno egli fu costretto a dimettersi, lasciando il posto a Maria de la Peña. Queste vicissitudini a livello societario si rifletterono anche sul rendimento della squadra, cosicché al termine della stagione 2006-07 la Real Sociedad abbandonò la Primera División dopo quaranta stagioni consecutive. La crisi societaria continuò anche nelle due stagioni successive, che videro l'avvicendamento di altri due presidenti (Iñaki Badiola e Jokin Aperribay), fino a quando la società venne posta in amministrazione controllata. Tornata nella massima serie nel 2010, dopo due salvezze tranquille, nella stagione 2012-2013 la Real Sociedad ottenne il quarto posto nella Primera División e si qualificò ai preliminari di UEFA Champions League. L'annata 2013-2014 vide i baschi superare i preliminari di Champions contro l'Olympique Lione e qualificarsi così, dopo dieci anni di assenza, alla fase a gironi della massima competizione europea, che il club basco concluse all'ultimo posto nel proprio raggruppamento. Nel 2022-2023 fu centrato nuovamente il quarto posto in campionato.

## Colori e simboli

### Colori
Fin dalla sua fondazione, la Real Sociedad ha utilizzato come uniforme titolare una maglietta bianca con strisce verticali blu e pantaloncini bianchi. Lo stile dei calzettoni è variato nel corso degli anni: potevano infatti essere bianchi con strisce blu, o totalmente blu. Anche lo stile della divisa in trasferta è variato più volte: solitamente è completamente blu, ma nella stagione 2006-2007 è stata adottata una maglia nera con strisce orizzontali grigio perla, pantaloncini e calzettoni neri. A partire dalla stagione 2007-2008 è stata invece adottata una terza divisa, che adotta i colori (giallo con strisce verticali verdi) del San Sebastián Sport Club, club predecessore della Real Sociedad.

### Inno
L'inno della Real Sociedad è il txuri-urdin in euskara ed è stata composta nel 1970 da Ricardo Sabadi:
| Originale: Txuri-urdin Txuri-urdin maitea Txuri-urdin Txuri-urdin Aurrera Beti, Beti maite maite, maitea Donostia, donostiarra (bis) Aurrera mutilak! Aurrera Gipuzkoa! Aurrera txuri-urdinak! (bis) Gazte, gazte, gazte, gazte, gaztedi, Gaztedi aupa! Aupa mutilak! Gazte, gazte, gazte, gazte, gaztedi, Gaztedi txuri-urdinak! (bis) |  | Traduzione: Bianco-blu Amati bianco-blu Bianco-blu Avanti bianco-blu Sempre, sempre amati amati, amati San Sebastian, abitanti di San Sebastian (bis) Avanti ragazzi! Avanti Gipuzkoa! Avanti bianco-blu! (bis) Giovane, giovane, giovane, giovane, gioventù, Viva la gioventù! Viva i ragazzi! Giovane, giovane, giovane, giovane, gioventù, Gioventù bianco-blu! (bis) |

## Strutture

### Stadio

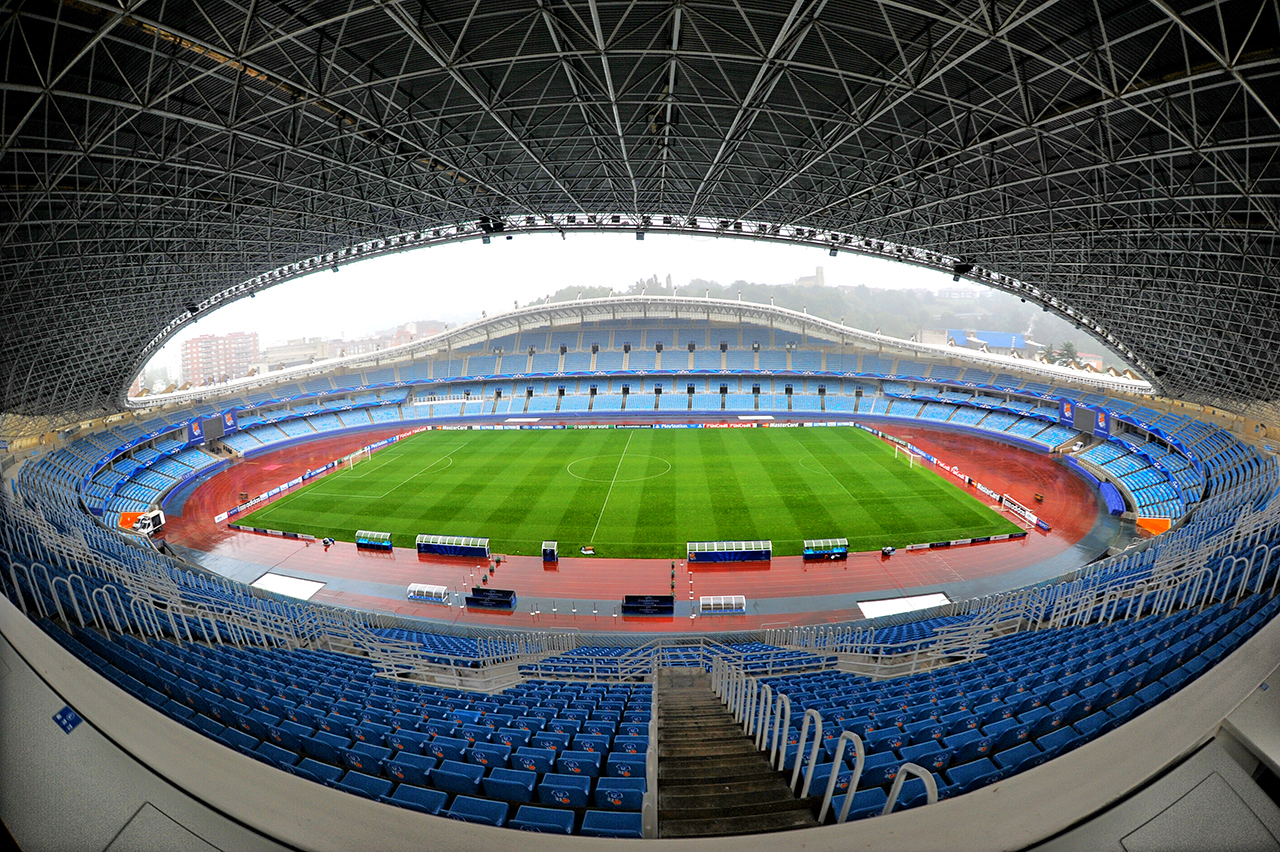
Interno dell'Estadio Municipal de Anoeta

La Real Sociedad disputa le sue partite interne nello Stadio di Anoeta, inaugurato il 13 agosto 1993. Prima di quella data la squadra giocava nell'Estadio de Atocha, utilizzato a partire dal 1913, mentre il primo campo impiegato dalla squadra per le partite interne si chiamava Ondarreta, ed era situato nel centro storico di San Sebastián.

### Centro di allenamento
La squadra si allena in una struttura sita nel quartiere di Zubieta, che dispone di sette campi, quattro di erba naturale e tre di erba artificiale.

## Società

### Altre sezioni

#### Squadra riserve
La Real Sociedad, come la maggior parte delle squadre spagnole, possiede una società filiale chiamata Real Sociedad de Fútbol B. La squadra, soprannominata Sanse, milita nel quarto raggruppamento della Tercera División.

#### Sezione femminile
La sezione calcistica femminile della squadra fu fondata nel 2004. Dal 2006 milita nella Primera División Femenina, massima serie del calcio femminile spagnolo, ottenendo come miglior risultato un quinto posto al termine della stagione 2015-2016.

#### Atletica leggera
Fondata nel 1914, ha vinto il titolo di Campione di Spagna nel 1967. Tra gli atleti più importanti che vi hanno militato vi sono José Luis Elosegui, Felix Mendizábal, Diego Ordóñez, Ramón Cid e Mikel Odriozola.

#### Hockey sul campo
La sezione, fondata nel 1932, ha vinto diversi titoli nazionali, tra cui quattro campionati di Spagna (1976-77, 1980-81, 1991-92, 1997-98). Tra i giocatori di spicco vi è Carme Barea, medaglia d'oro alle Olimpiadi di Barcellona del 1992.

#### Pelota basca
La principale attività della sezione è la pallamano, in cui militò il campione del mondo Jesùs Gurrutxaga.

#### Subacquea
La sezione include alcune attività subacquee come pesca e fotografia.

## Allenatori e presidenti
| - 1909 - Adolfo Sáenz Alonso - 1912 - Enrique Pardiñas - 1915 - Antonio Vega de Seoane - 1917 - Javier Peña - 1918 - Mariano Lacort - 1919 - Camilo Rodríguez - 1921 - José Gaytan de Ayala - 1922 - Ramón Machimbarrena - 1924 - Antonio Vega de Seoane - 1927 - Luis Pradera - 1929 - Vicente Prado - 1930 - Florentino Azqueta - 1932 - Javier Peña - 1935 - José María Gaztaminza - 1937 - Francisco Molíns | - 1942 - Pedro Chillida - 1945 - Felipe de Arteche - 1954 - José María Gaztaminza - 1956 - Emilio de Zulueta - 1960 - Agustín Ciriza - 1962 - Antonio Vega de Seoane y Barroso - 1967 - José Luis Orbegozo Balzola - 1983 - Iñaki Alkiza Laskibar - 1992 - Luis Uranga Otaegui - 2001 - José Luis Astiazarán Iriondo - 2005 - Miguel Fuentes Azpiroz - 2007 - María de la Peña Berraondo - 2007 - Juan Larzábal Castilla - 2008 - Iñaki Badiola - 2008 - Jokin Aperribay Bedialauneta |

## Calciatori

### Vincitori di titoli
Campioni d'Europa
- Robin Le Normand (Germania 2024)
- Mikel Merino (Germania 2024)
- Álex Remiro (Germania 2024)
- Martín Zubimendi (Germania 2024)
- Mikel Oyarzabal (Germania 2024)

## Palmarès

### Competizioni nazionali
- Campionato spagnolo: 2

1980-1981, 1981-1982
- Coppa di Spagna: 3

1909, 1986-1987, 2019-2020
- Supercoppa di Spagna: 1

1982
- Segunda División: 6

1939-1940 (gruppo II), 1940-1941 (gruppo I), 1942-1943 (gruppo I), 1948-1949, 1966-1967 (gruppo I), 2009-2010

### Competizioni regionali
- Campionato di Gipuzkoa: 3

1924-1925, 1926-1927, 1928-1929

### Competizioni giovanili
- División de Honor Juvenil de Fútbol: 2

1997-1998, 1998-1999

## Statistiche e record

### Partecipazione ai campionati e ai tornei internazionali

#### Campionati nazionali
Dalla stagione 1928-1929 alla 2024-2025 il club ha ottenuto le seguenti partecipazioni ai campionati nazionali:
| Livello | Categoria        | Partecipazioni | Debutto   | Ultima stagione | Totale |
| ------- | ---------------- | -------------- | --------- | --------------- | ------ |
| 1º      | Primera División | 79             | 1928-1929 | 2025-2026       | 79     |
| 2º      | Segunda División | 16             | 1935-1936 | 2009-2010       | 16     |

#### Tornei internazionali
Alla stagione 2022-2023 il club ha ottenuto le seguenti partecipazioni ai tornei internazionali:
| Categoria                                | Partecipazioni | Debutto   | Ultima stagione |
| ---------------------------------------- | -------------- | --------- | --------------- |
| Coppa dei Campioni/UEFA Champions League | 5              | 1981-1982 | 2023-2024       |
| Coppa delle Coppe                        | 1              | 1987-1988 | 1987-1988       |
| Coppa UEFA/UEFA Europa League            | 12             | 1974-1975 | 2024-2025       |

### Statistiche individuali
Il giocatore con più presenze nelle competizioni europee è Mikel Oyarzabal a quota 40 ed è anche il miglior marcatore con 12 gol.
| Record di presenze 1. Alberto Gorriz 599 2. Juan Antonio Larrañaga 589 3. Jesús María Zamora 588 4. Luis Arconada 551 5. Miguel Fuentes 495 6. Roberto López Ufarte 474 7. Agustín Gajate 469 8. Xabi Prieto 463 9. Ignacio Kortabarría 442 10. Mikel Aranburu 427 | Record di reti 1. Satrustegui 162 2. Cholín 136 3. López Ufarte 129 4. Ontoria 114 5. Mikel Oyarzabal 111 6. Paco Bienzobas 109 7. Kovacevic 107 8. Uralde 100 9. José Mari Bakero 91 10. José Mari Pérez 86 11. Epi 85 |

### Statistiche di squadra
A livello internazionale la miglior vittoria è il 6-0 ottenuto contro il Vardar nella fase a gruppi della UEFA Europa League 2017-2018, mentre la peggior sconfitta il 6-0 subito contro il Liverpool nel secondo turno della Coppa UEFA 1975-1976.

## Tifoseria
Secondo un sondaggio di CIS, svolto nel 2007, la Real Sociedad era all'11º posto (a pari merito con l'Osasuna) tra le squadre più tifate in tutta la Spagna.
L'indagine indica infatti che i tifosi sarebbero pari all'1,3% della popolazione spagnola, mentre i simpatizzanti ammonterebbero all'1,5%.
Nella stagione 2008-2009, nonostante militasse in serie cadetta, fu il 12º club in quanto a numero di abbonati (circa 19.800).
In totale esistono 118 club della Real Sociedad formalmente riconosciute dalla società. La loro distribuzione geografica è la seguente:
- 25 club nella città di San Sebastian.
- 46 club nel resto della provincia di Gipuzkoa.
- 5 club nel resto della Comunità autonoma dei Paesi Baschi (4 in Araba ed 1 in Bizkaia)
- 5 club in Navarra.
- 36 club sparsi in tutto il resto della Spagna.
- 2 club nel Paese Basco settentrionale (in Francia)

## Organico

### Rosa 2025-2026
Aggiornata al 15 agosto 2025.
| N. |                       | Ruolo | Calciatore                 |
| -- | --------------------- | ----- | -------------------------- |
| 1  | Spagna (bandiera)     | P     | Álex Remiro                |
| 2  | Venezuela (bandiera)  | D     | Jon Aramburu               |
| 3  | Spagna (bandiera)     | D     | Aihen Muñoz                |
| 4  | Spagna (bandiera)     | C     | Jon Gorrotxategi           |
| 5  | Spagna (bandiera)     | C     | Igor Zubeldia              |
| 6  | Spagna (bandiera)     | D     | Aritz Elustondo            |
| 7  | Spagna (bandiera)     | A     | Ander Barrenetxea          |
| 8  | Spagna (bandiera)     | C     | Beñat Turrientes           |
| 9  | Islanda (bandiera)    | A     | Orri Óskarsson             |
| 10 | Spagna (bandiera)     | A     | Mikel Oyarzabal (capitano) |
| 11 | Portogallo (bandiera) | A     | Gonçalo Guedes             |
| 13 | Spagna (bandiera)     | P     | Unai Marrero               |

| N. |                     | Ruolo | Calciatore              |
| -- | ------------------- | ----- | ----------------------- |
| 14 | Giappone (bandiera) | A     | Takefusa Kubo           |
| 15 | Spagna (bandiera)   | C     | Urko González de Zárate |
| 16 | Croazia (bandiera)  | D     | Duje Ćaleta-Car         |
| 17 | Spagna (bandiera)   | D     | Sergio Gómez            |
| 18 | Mali (bandiera)     | D     | Hamari Traoré           |
| 19 | Spagna (bandiera)   | A     | Jon Karrikaburu         |
| 20 | Spagna (bandiera)   | D     | Jon Pacheco             |
| 21 | Russia (bandiera)   | C     | Arsen Zacharjan         |
| 22 | Spagna (bandiera)   | C     | Mikel Goti              |
| 23 | Spagna (bandiera)   | C     | Brais Méndez            |
| 24 | Croazia (bandiera)  | C     | Luka Sučić              |
| 28 | Spagna (bandiera)   | C     | Pablo Marín             |
| 31 | Spagna (bandiera)   | D     | Jon Martín              |
| 40 | Spagna (bandiera)   | C     | Arkaitz Mariezkurrena   |
|    | Nigeria (bandiera)  | A     | Umar Sadiq              |
|    | Spagna (bandiera)   | D     | Álvaro Odriozola        |
|    | Suriname (bandiera) | A     | Sheraldo Becker         |
|    | Spagna (bandiera)   | D     | Javi López              |

### Staff tecnico
- Sergio Francisco - Allenatore
- Xabier Ruiz Ocenda - Vice allenatore
- Jon Alemán - Allenatore dei portieri
- David Casamichana - Preparatore atletico
- Iñigo Almandoz - Preparatore atletico
- Imanol Ibarrondo - Preparatore mentale
- Ibon Peñagarikano - Match analyst